# Mare nero
Mare nero è un film italiano del 2006 diretto da Roberta Torre.

## Trama
L'ispettore Luca Mocci ha da poco avviato una relazione con Veronica, un'agente immobiliare francese e nel frattempo si occupa di un'indagine relativa all'uccisione di una giovane studentessa trovata nuda e massacrata in seguito a una pratica sessuale estrema. Luca comincia a frequentare gli ambienti in cui si praticano scambi di coppie o si ricercano prestazioni particolari. Finirà con il venire coinvolto da un'ossessione sessuale che rischierà di fargli perdere la ragione.

## Distribuzione
Il film è stato presentato in concorso al Locarno Festival 2006 ed è uscito nelle sale italiane il 25 agosto 2006 distribuito da 01 Distribution.